# Mjølnir (krater)
Mjølnir – krater uderzeniowy położony na dnie Morza Barentsa, na północ od wybrzeży Norwegii. Krater ma 40 km średnicy i powstał około 142,0 ± 2,6 miliona lat temu we wczesnej kredzie na skutek upadku planetoidy o średnicy ok. 2 km.
W 2006 roku szwedzcy geolodzy znaleźli dowody na to, że 145 milionów lat temu w ówczesne południowe wybrzeże Szwecji uderzyło tsunami. Niezależnie od tego w 2000 roku odnaleziono ślady tsunami z tego samego okresu na wybrzeżu Francji. Podejrzewa się, że przyczyną powstania tych fal był impakt, który utworzył krater Mjølnir. Fale mogły dotrzeć w te miejsca dzięki innemu niż obecny układowi lądów - między Grenlandią a Skandynawią istniała wąska cieśnina, a wyższy poziom mórz umożliwiał istnienie drogi morskiej także od wschodniej strony Fennoskandii.